# NGC 4110
NGC 4110 ist eine Balken-Spiralgalaxie vom Hubble-Typ SBb mit aktivem Galaxienkern im Sternbild Coma Berenices am Nordsternhimmel. Sie ist schätzungsweise 319 Millionen Lichtjahre von der Milchstraße entfernt und hat einen Durchmesser von etwa 150.000 Lichtjahren. Vom Sonnensystem aus entfernt sich die Galaxie mit einer errechneten Radialgeschwindigkeit von näherungsweise 7.200 Kilometern pro Sekunde.
Das Objekt wurde am 1. April 1848 von William Rambaut entdeckt.

## Galaktisches Umfeld
| Nr. | Galaxie          | Alternativname            | Rek           | Dek           | Distanz/asec |
| --- | ---------------- | ------------------------- | ------------- | ------------- | ------------ |
| →   | NGC 4110         | LEDA/PGC 38441            | 12h07m03.45s  | +18d31m54.2s  | 0            |
| 1   | LEDA/PGC 1560638 | NSA 117651                | 12h07m28.44s  | +18d28m28.7s  | 410.73       |
| 2   | LEDA/PGC 1562514 | 2MASX J12062452+1832205   | 12h06m24.553s | +18d32m21.05s | 553.00       |
| 3   | LEDA/PGC 1560780 | NSA 118337                | 12h07m41.22s  | +18d28m50.0s  | 568.35       |
| 4   | LEDA/PGC 1567391 | WISEA J120649.47+184147.7 | 12h06m49.464s | +18d41m47.87s | 625.88       |
| 5   | LEDA/PGC 1560619 | 2MASX J12074533+1828264   | 12h07m45.375s | +18d28m25.69s | 631.81       |
| 6   | LEDA/PGC 1564080 | 2MASX J12062009+1835255   | 12h06m20.129s | +18d35m25.70s | 651.19       |
| 7   | LEDA/PGC 2806927 | NSA 118336                | 12h07m30.558s | +18d41m02.37s | 683.96       |
| 8   | LEDA/PGC 1560146 | WISEA J120610.94+182726.9 | 12h06m10.956s | +18d27m26.66s | 793.16       |